# FIFA Street (игра, 2012)
FIFA Street (также известная как FIFA Street 4 и FIFA Street 2012) — видеоигра про уличный футбол, разработанная EA Canada и опубликованная EA Sports. Она была выпущена в марте 2012 года для консолей PlayStation 3 и Xbox 360. Это первая такая игра почти за четыре года и перезагрузка для серии. FIFA Street была разработана той же командой, что и FIFA 12, включая креативного директора Гэри Патерсона, и использует тот же игровой движок, что и FIFA 12. Сид Мисра, линейный продюсер FIFA Street, пообещал «первый по-настоящему качественный опыт уличного футбола».

## Игровой процесс
Из-за стремления сделать игру более «аутентичной», стилизованные визуальные эффекты из предыдущих игр серии были отброшены в пользу более реалистичного внешнего вида, хотя все тот же акцент был сделан на навыках и трюках. Основное внимание уделяется быстро развивающимся играм с участием небольших команд по пять или шесть игроков с каждой стороны, матчам «игрок против игрока» один на один, а также режимам игры, основанным на разновидностях уличного футбола и футзале. Как и в предыдущих играх серии, важным элементом игрового процесса являются финты. В FIFA Street их в два раза больше, чем в FIFA 12, с гораздо большим разнообразием, и более чем на 50 больше, чем в FIFA Street 3. Другие новые функции включают улучшенную передачу в одно касание, функцию под названием Street Ball Control и новую систему дриблинга «АТАКА».
В игре представлено большое количество реальных игроков из 3000 команд многих крупнейших мировых лиг, а также локации со всего мира, начиная от улиц Амстердама и заканчивая пляжами Рио-де-Жанейро. Каждая из этих арен пытается отразить стиль футбола, в который играют в этой стране. Игра является первой игрой в серии, в которой участвуют как национальные, так и клубные команды.
В игре есть режим, который позволяет игроку создавать свои собственные забавы, от деталей, таких как командные празднования, до игроков и их отдельного уличного стиля. Затем пользователь участвует в соревнованиях против ИИ, после чего общее количество очков навыков, заработанных каждым игроком в игре, подсчитывается в системе выравнивания. От выравнивания игроков пользователь может использовать заработанные очки для улучшения навыков и способностей своего игрока от передачи до стрельбы до вратарей. Благодаря интеграции EA Sports Football Club игроки могут добавлять игроков своих друзей в свою команду World Tour.

## Продвижение и выпуск
Игра была анонсирована 16 августа 2011 года на мероприятии Gamescom в Германии и выпущена на консолях Xbox 360 и PlayStation 3 в марте 2012 года. Наряду с несколькими другими новыми названиями EA Sports, FIFA Street была в раннем доступе для покупателей абонемента EA Sports. Лионель Месси появился на обложке после того, как EA объявила в ноябре 2011 года, что он подписал контракт, чтобы стать новым лицом франшизы FIFA. «Команда всех звезд», включающая 13 величайших футболистов мира и площадка в Барселоне были доступны в качестве бонуса за предварительный заказ. Демо-версия FIFA Street была запущена 28 февраля 2012 года на Xbox Live и днем позже на PSN. В отличие от предыдущих игр серии FIFA Street, эта использует стандартный бренд EA Sports.

## Реакция
| Сводный рейтинг | Сводный рейтинг | Сводный рейтинг |
| Издание         | Оценка          | Оценка          |
| Издание         | PS3             | Xbox 360        |
| --------------- | --------------- | --------------- |
| GameRankings    | 76,71 %         | 76,52 %         |

FIFA Street получила в целом положительные отзывы и имеет оценку в среднем 77/100 на веб-сайте Metacritic.